# Polyura bharata
Polyura bharata är en fjärilsart som beskrevs av Felder 1867. Polyura bharata ingår i släktet Polyura och familjen praktfjärilar. Inga underarter finns listade i Catalogue of Life.